# Angelica Ross

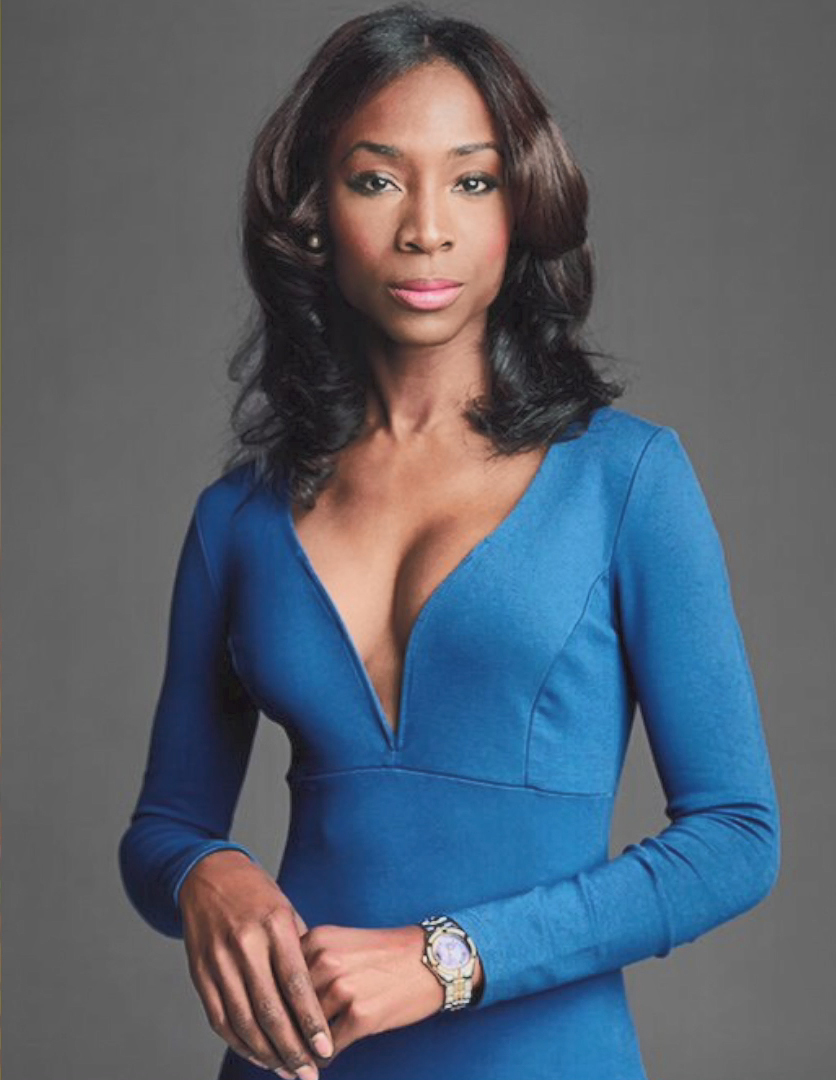
Angelica Ross, 2017

Angelica Ross (geboren am 28. November 1980 in Kenosha in Wisconsin) ist eine US-amerikanische Geschäftsfrau, Schauspielerin und LGBT-Aktivistin. Sie war zunächst nach mehreren Tätigkeiten als selbstständige Webdesignerin tätig, bevor sie ihre eigene Firma TransTech Social Enterprises gründete, die vor allem trans Personen bei der Suche nach Arbeit im technologischen Bereich unterstützt. Als Darstellerin wurde Ross für ihre Hauptrollen Candy Ferocity in Pose und Rita / Donna Chambers in American Horror Story: 1984 bekannt.

## Leben
Ross wurde 1980 in Kenosha im US-Bundesstaat Wisconsin geboren, ihre Familie zog kurz nach ihrer Geburt nach Racine, wo sie mit ihrer Mutter, ihrem Stiefvater und einem jüngeren Bruder aufwuchs. 1998 outete sie sich im Alter von 17 Jahren gegenüber ihrer Mutter als homosexuell, diese legte ihr nahe, sich das Leben zu nehmen, da sie mit einem homosexuellen Kind nicht leben könne. Ross versuchte daraufhin, mit einer Überdosis Medikamenten Suizid zu verüben, was sie überlebte.
Nach ihrem High-School-Abschluss schrieb sie sich an der University of Wisconsin–Parkside ein, verließ diese aber nach einem Semester. Sie beschloss, stattdessen der United States Navy beizutreten, um die Voraussetzungen für den G. I. Bill zu erfüllen. Per Einverständniserklärung ihrer Eltern wurde die noch minderjährige Ross, die in dieser Zeit kurz in Rochester lebte, aufgenommen und auf einen Stützpunkt in Yokosuka geschickt. Nach einem viermonatigen Dienst stellte Ross einen Antrag auf Entlassung, da sie von Kameraden genötigt wurde, ihre Homosexualität preiszugeben. Aufgrund der Praxis Don’t ask, don’t tell, die zum damaligen Zeitpunkt noch in Kraft war, wurde dem Antrag stattgegeben. Da die Entlassung als uncharacterzied eingestuft wurde, hatte Ross keinerlei Ansprüche auf die Leistungen des G. I. Bill. Sie zog zurück nach Wisconsin, wo sie sich im Alter von 19 Jahren zu einer geschlechtsangleichenden Maßnahme entschied und nach einem Streit mit ihren Eltern bei ihrem leiblichen Vater in Roanoke unterkam.
Dort machte Ross eine Ausbildung zur Kosmetikerin, musste dieser aber aufgrund von fehlenden finanziellen Mitteln aufgeben, da sie wegen einer Auseinandersetzung mit einer Kollegin von ihrer Arbeit als Kellnerin in einer Applebee’s-Filiale entlassen wurde. Aus diesem Grund zog sie zunächst nach Hollywood, bevor sie sich 2001 in Boca Raton niederließ. Dort brachte sie sich nach Tätigkeiten als Model und Escort-Dame im Jahr 2003 selbst den Umgang mit Photoshop, Grafik- und Webdesign sowie Webentwicklung bei. Sie war zunächst Webmaster für eine Pornografie-Seite, anschließend betrieb sie selbst ein halbes Jahr lang eine ähnliche Seite. Danach war sie als Model, Laiendarstellerin und Immobilienmaklerin tätig, zudem studierte sie an der Florida Atlantic University Theater und Kreatives Schreiben, verließ diese aber in ihrem ersten Jahr. Daraufhin machte sie sich als Unternehmerin im Bereich Webentwicklung und Grafikdesign selbstständig und nahm auch erstmals Schauspielunterricht. In ihrer Zeit in Boca Raton war Ross mit einem Mann verlobt, von dem sie sich trennte, weil er ihre trans Identität vor anderen verbergen wollte.
2006 zog sie nach Chicago und trat vier Jahre lang im Drag-Club Kit Kat Lounge als Tänzerin und Sängerin auf. 2010 begab sie sich nach Los Angeles, wo sie in einem Apple Store verschiedene Aufgaben erfüllte, unter anderem als Kreativ- und Webdesignerin, Organisatorin von Foto-Shootings sowie in der Software-Kundenbetreuung. 2012 ging sie erneut nach Chicago, um das Projekt Trans Life Center der Wohltätigkeitsorganisation Chicago House im Berufs-Bereich zu koordinieren, das trans Personen auf dem Arbeits- und Wohnmarkt sowie im Gesundheits- und Rechtswesen unterstützt. 2015 zog sie nach Washington, wo sie seitdem lebt.

## Aktivismus
2014 gründete Ross ihre eigene Firma TransTech Social Enterprises mit Sitz in Chicago. Bei TransTech Social Enterprises werden vor allem trans Personen in den Bereichen Programmierung, Grafik- und Webdesign sowie Webentwicklung ausgebildet und beim Einstieg in den Arbeitsmarkt unterstützt. Das Unternehmen richtet sich zudem auch an andere Mitglieder der LGBT-Gemeinschaft sowie Personen, die dieser nicht angehören. Die Bekanntheit der Non-Profit-Organisation stieg, als die Schriftstellerin und MSNBC-Kommentatorin Melissa Harris-Perry 2015 über sie einen Bericht in ihrer eigenen, gleichnamigen Nachrichtensendung veröffentlichte und Ross zum ersten Foot Soldier of the Year ernannte. Infolgedessen wurde Ross auf den LGBTQ Tech and Innovation Summit im Weißen Haus als Rednerin eingeladen.
Im Juni 2019 war Ross eine prominente Botschafterin von Stonewall 50, einer weltweiten Reihe von Veranstaltungen und Feiern zum 50. Jahrestag der Aufstände in Stonewall. Am 20. September desselben Jahres moderierte sie eine Diskussionsrunde, während der mehrere demokratische Präsidentschaftsanwärter über ihre Ansichten zu verschiedenen LGBT-Thematiken befragt wurden. Sie war damit die erste trans Person, die eine Debatte US-amerikanischer Präsidentschafts-Kandidaten moderierte. Acht Tage später war Ross Rednerin auf dem National Trans Visibility March für die Rechte von trans Personen in Washington.
Für ihren Aktivismus erhielt Ross mehrere Auszeichnungen. 2016 zeichnete die Human Rights Campaign sie mit dem Visibility Award aus. 2017 erhielt sie bei den GLAAD Media Awards zusammen mit Trevor Noah, der sie in seiner The Daily Show interviewt hatte, eine Auszeichnung in der Kategorie Outstanding Talk Show Episode. Ross selbst wurde zudem mit einem Spezialpreis geehrt. 2018 befand sie sich unter den Top 10 LGBT+ Executives der Financial Times. Im Juni 2020, zum 50. Jubiläum der ersten Pride Parade der Vereinigten Staaten, wurde Ross von der sich an LGBT-Leser richtenden Online-Publikation Queerty zu einer der 50 Personen ernannt, die die USA in Richtung Gleichheit, Akzeptanz und Würde für alle queeren Personen lenkten. 2021 nahm Fast Company sie in die Liste der Queer 50 auf, der laut Zeitschrift 50 wichtigsten queeren Innovatoren in verschiedenen Bereichen, unter anderem im Business- und Technologiesektor.

## Schauspielkarriere
Ross spielte ihre erste größere Rolle in der Webserie Her Story, die von ihrer ehemaligen Mitbewohnerin Jen Richards erdacht wurde und in der es um trans Frauen in Los Angeles geht. Diese wurde für einen Emmy in der Kategorie Beste Kurz-Fernsehserie – Komödie oder Drama nominiert. Im Jahr 2017 spielte sie neben einem Gastauftritt in Transparent in dem Kurzfilm Missed Connections die Hauptrolle, den sie auch produzierte und der auf verschiedenen Filmfesten aufgeführt wurde.
Ihren Durchbruch als Schauspielerin erlebte Ross im Folgejahr, als sie nach einem sechsmonatigen Casting für die Hauptrolle Candy Ferocity in der von Ryan Murphy, Brad Falchuk und Steven Canals erdachten FX-Serie Pose besetzt wurde. Diese handelt von der Ballroom-Szene der 1980er und 1990er Jahre, in der die verschiedenen Mitglieder der LGBT-Gemeinschaft in mehreren Houses zusammenfinden und bei künstlerischen Wettbewerben gegeneinander antreten, zudem müssen sie mit Rassismus, Homo- und Transphobie und der grassierenden AIDS-Epidemie kämpfen. Ross’ Figur stirbt in der vierten Folge der zweiten Staffel den Serientod, ist danach aber als Geist noch gelegentlich in der Serie zu sehen. Ross arbeitete kurz darauf für die neunte Staffel der Produktion American Horror Story erneut mit Murphy und Falchuk zusammen. In American Horror Story: 1984 verkörpert sie in einer Doppelrolle die Serienmörderin Rita sowie die Psychiaterin Donna Chambers. Ross ist somit die erste trans Schauspielerin, die in zwei Fernsehserien in Hauptrollen besetzt wurde. Im Februar 2020 verkündete Murphy, dass Ross auch in der zehnten Staffel von American Horror Story zu sehen sein wird.
Im August 2020 unterzeichnete Ross einen Vertrag bei der Serien-Produktionsfirma Pigeon, die mit dem Oprah Winfrey Network kooperiert. Ross wird im Auftrag des Unternehmens sowohl fiktive als auch Dokumentar-Fernsehserien kreieren und an diesen auch als Koproduzentin mitwirken.
Von September bis November 2023 verkörperte Ross in einer Neuauflage des Broadway-Musicals Chicago die Protagonistin Roxie Hart. Sie war damit die erste trans Frau, die in einer Hauptrolle eines Stücks an diesem Theater verpflichtet wurde.

## Filmografie (Auswahl)
- 2007: Natale a Miami
- 2010: Bella Maddo (Kurzfilm)
- 2015: I Am Cait (Dokumentar-Fernsehserie, Episoden 1x2–1x3)
- 2016: Her Story (Fernsehserie, fünf Episoden)
- 2017: Doubt (Fernsehserie, Episode 1x4)
- 2017: Danger & Eggs (Zeichentrickserie, Sprechrolle drei Episoden)
- 2017: Missed Connections (Kurzfilm, auch Produktion)
- 2017: Claws (Fernsehserie, drei Episoden)
- 2017: Transparent (Fernsehserie, Episode 4x5)
- 2018–2021: Pose (Fernsehserie, 16 Episoden)
- 2019: King Ester (Fernsehserie, Episode 1x3, auch Produktion)
- 2019: American Horror Story: 1984 (Fernsehserie, zehn Episoden)
- 2020: Disclosure: Hollywoods Bild von Transgender (Disclosure: Trans Lives on Screen, Dokumentarfilm, Interviewpartnerin)
- 2021: Music
- 2021: American Horror Story: Double Feature (Fernsehserie, sechs Episoden)
- 2022: Framing Agnes
- 2022: Dead End: Paranormal Park (Zeichentrickserie, Sprechrolle Episode 1x6)